# قهرمان ویجایاپوری
قهرمان ویجایاپوری (به تامیلی: Vijayapuri Veeran) یا جنگجوی ویجایاپوری (به انگلیسی: The Warrior of Vijayapuri) فیلمی هندی محصول سال ۱۹۶۰ و به کارگردانی جوزف تالیتان جونیور است. در این فیلم بازیگرانی همچون سی. ال آناندان، ام. هامالاتا، اس. ای آشوکا و اس. وی راماداس ایفای نقش کرده‌اند.
این فیلم بر پایه داستان سه تفنگدار اثر الکساندر دوما ساخته شده‌است.